# Hove Å
Hove Å ligger syd for Værebro Å, og har sit udspring mellem Katrinebjerg Hovedgård ved Sengeløse og cirka 300 meter vest for Tostholm Bro. Herfra løber den mod nord, indtil den ved Nybølle drejer mod vest. Åen løber langs kommunegrænsen mellem Høje Tåstrup og Egedal Kommune og i det nedre løb mod vest, i Roskilde Kommune
Åen modtager vand undervejs fra Råmosen i Ballerup og Porsemosen syd for Ledøje. Desuden fra Vasby Å, Spang Å og Nybølle Å, samt renset spildevand fra Kallerup Rensningsanlæg.
Hove Å løber gennem Østrup og Gundsømagle Søer og videre ud til Roskilde Fjord, hvor den udmunder nord for Saltvadgård ved Gerdrup, lidt syd for Jyllinge.
Det kan ikke udelukkes, at Hove Å i tidligere tider sammen Store Vejleå og via moserne ved Nybølle og Vridsløsemagle gav en sejlbar forbindelse mellem Køge Bugt og Roskilde Fjord.